# Kanzan Shimomura
Kanzan Shimomura (jap. 下村観山 Shimomura Kanzan; ur. 10 kwietnia 1873, zm. 10 maja 1930) – japoński malarz.

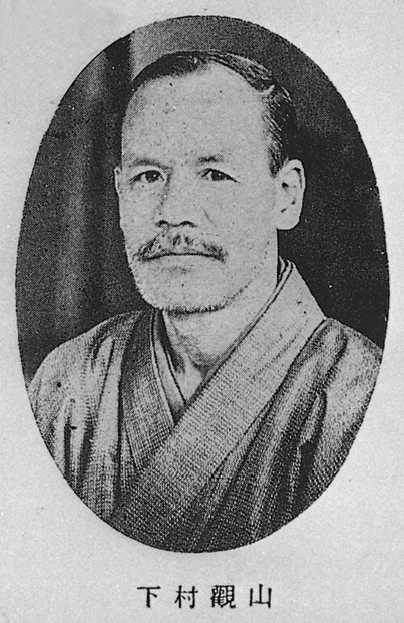
Kanzan Shimomura

Urodził się w prefekturze Wakayama w rodzinie aktorów teatru nō. Pobierał nauki u Hōgaia Kanō i Gahō Hashimoto, później studiował na Uniwersytecie Sztuk Pięknych i Muzyki w Tokio, po ukończeniu nauki zostając jego wykładowcą. W latach 1903–1905 przebywał w Wielkiej Brytanii. Wykładał na Japońskiej Akademii Sztuk Pięknych. W 1917 roku mianowany cesarskim malarzem nadwornym.
W swojej twórczości łączył stylistykę szkół Kanō i Rinpa z elementami malarstwa zachodniego. Do najważniejszych prac Shimomury należą  Jesień w lesie (1907), Wkroczenie demonów (1910), Biały lis (1914), Portret Tenshina (1922).

## Galeria

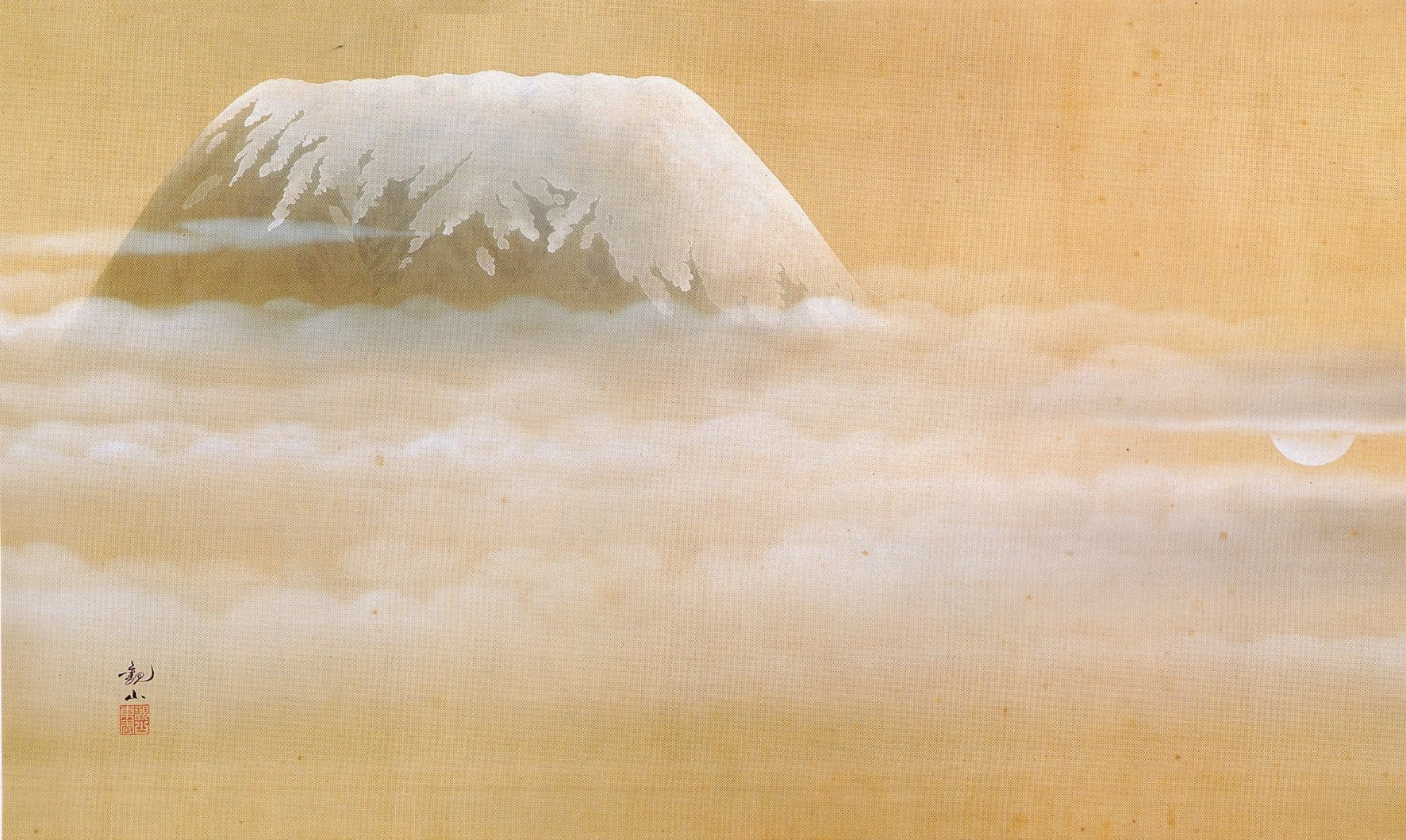
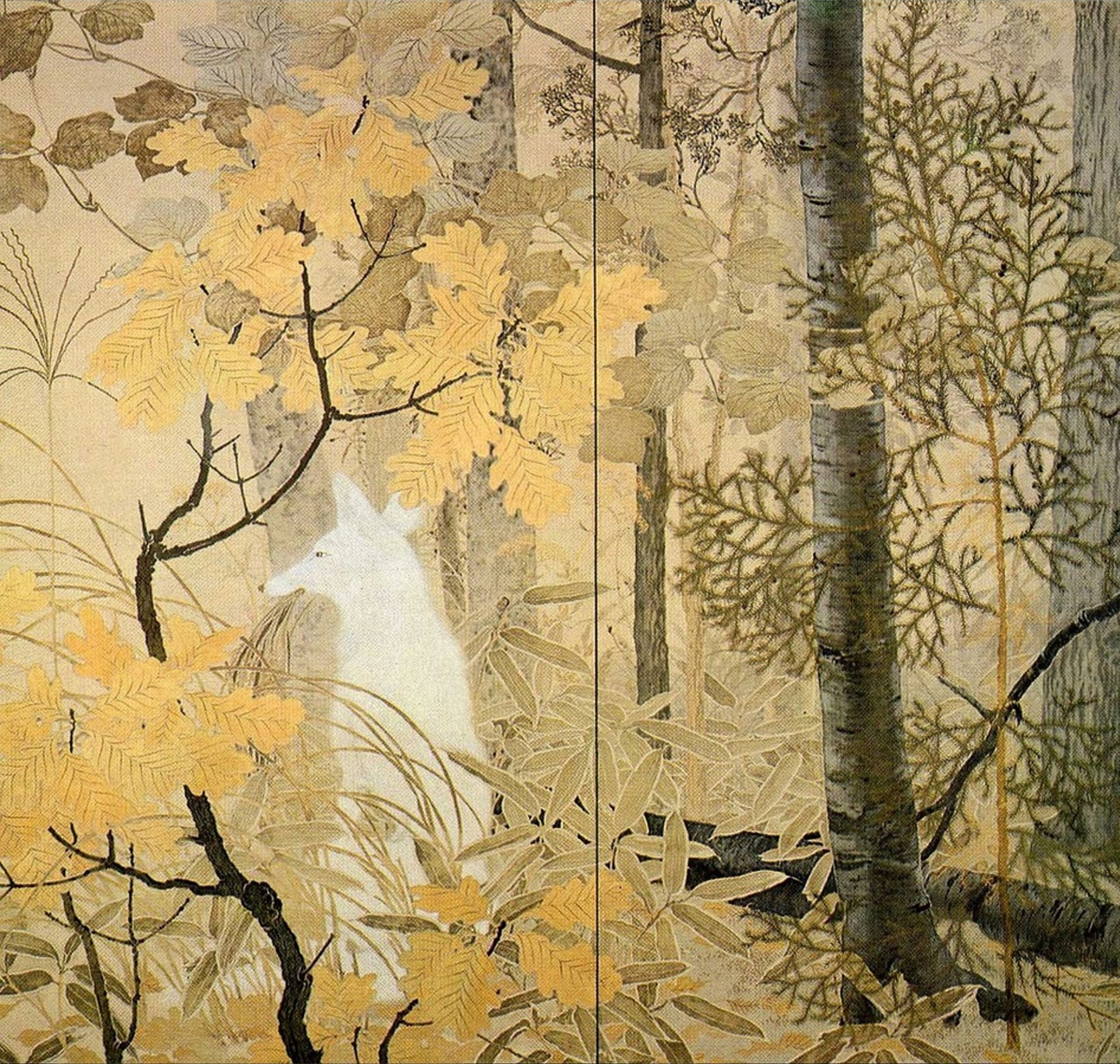
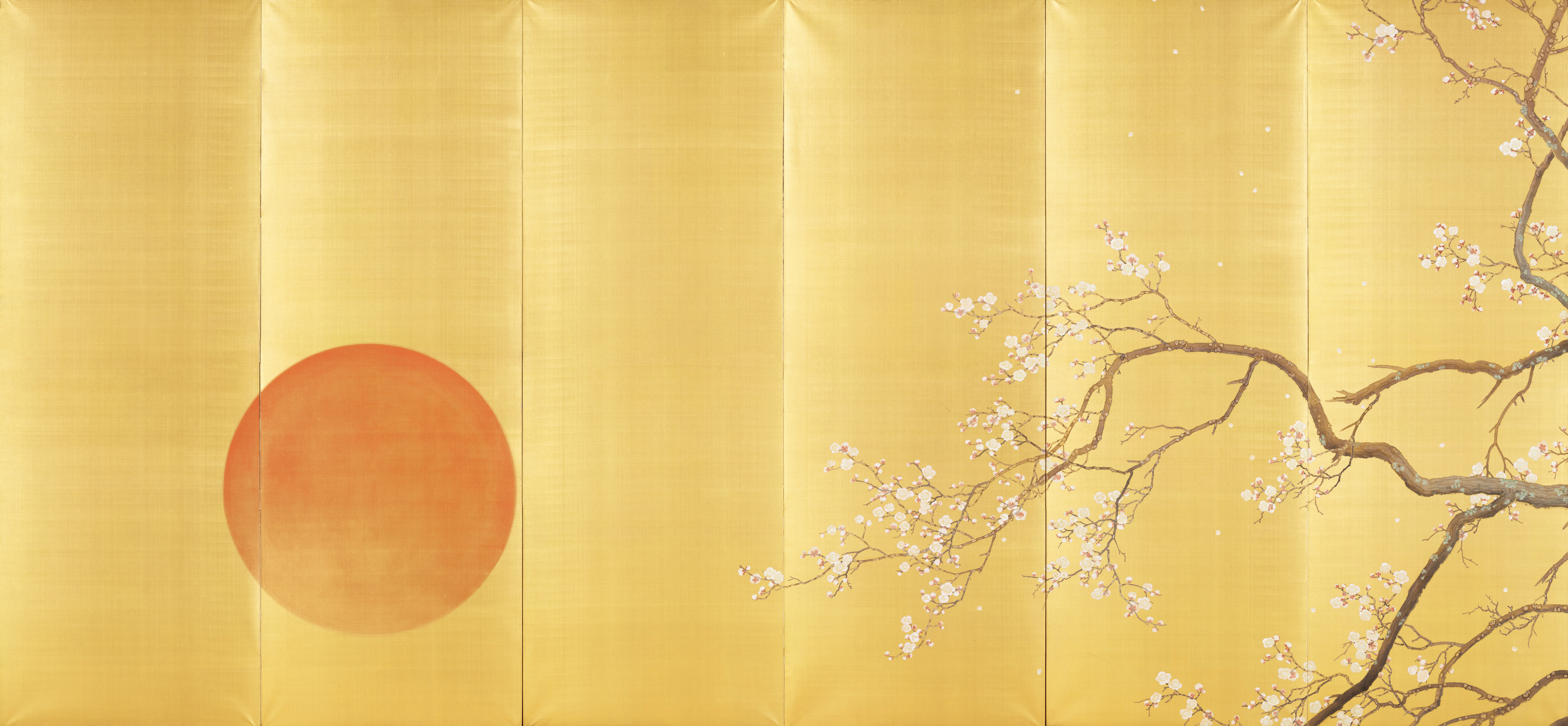
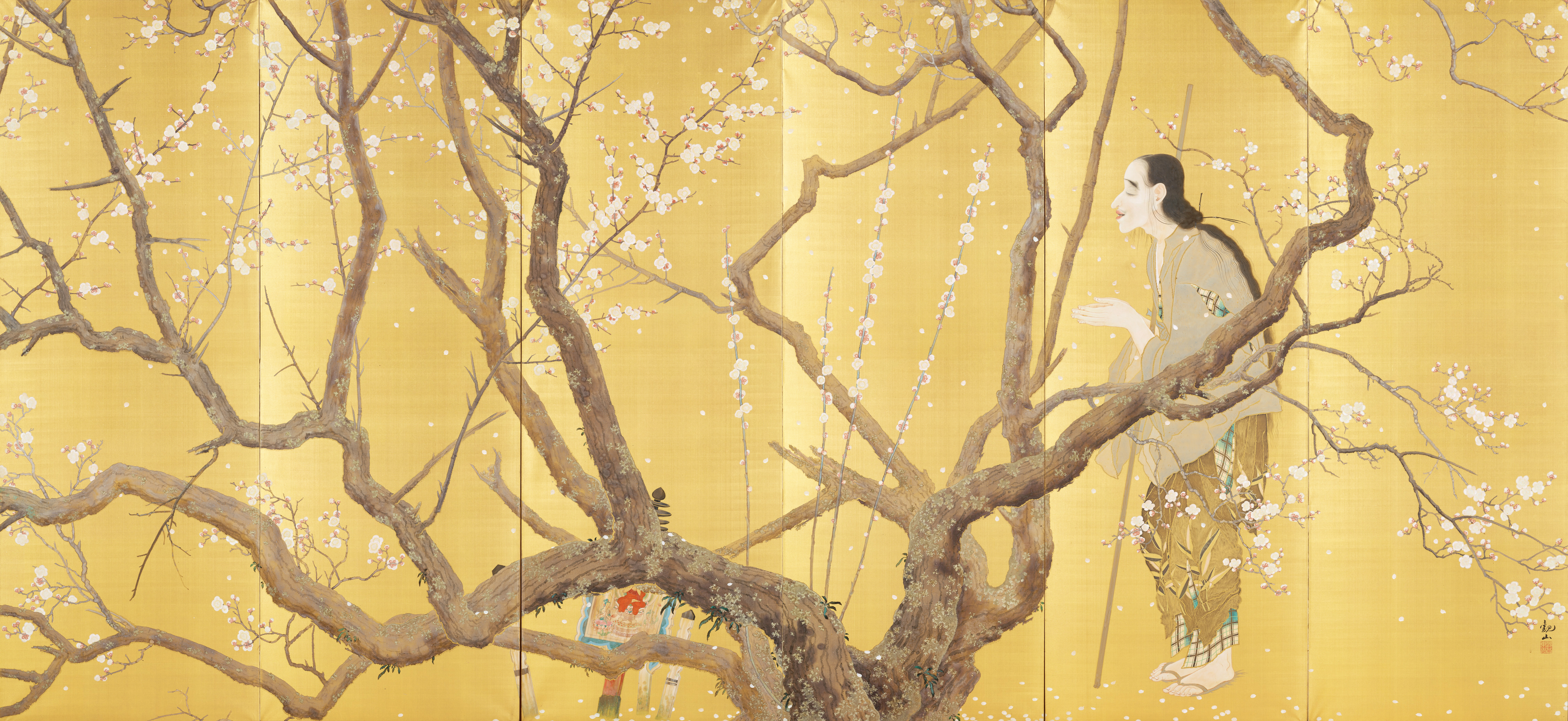